# Mathcounts
MATHCOUNTS es una competición de escuelas mediadas con sede en los Estados Unidos. Fue fundada por la CNA Foundation, la Sociedad Nacional de Ingenieros Profesionales y por el Comité Nacional de Profesores de Matemáticas. La competencia está designada para seis, siete y ocho grados. En esta competencia suelen ponerse a prueba materias derivadas de las Matemáticas como geometría, combinaciones, álgebra, cálculos, trigonometría y números complejos.